# Gordon Cowans
Gordon Cowans (West Cornforth,  Condato de Durham, 27 de Outubro de 1958) é um antigo futebolista inglês.

## Carreira

### Como jogador
Cowans começou sua carreira no Aston Villa como júnior em 1974 e assinou como profissional em 1976. Durante seu tempo no Aston Villa, ganhou a Copa da Liga, o Football League, a Taça dos Campeões Europeus e a Supercopa Europeia.
Cowans deixou o Aston Villa pela primeira vez em 1985, quando foi vendido por £250.000 para o Bari. Ele então retornou para o Aston Villa em 1988 e saiu novamente em 1991, quando se transferiu para Blackburn Rovers. Quando ele deixou o Blackburn voltou para o Aston Villa, antes de se mudar para o Derby County, Wolverhampton Wanderers, Sheffield United, Bradford, Stockport County, e finalmente, Burnley.
Ele atuou 10 vezes pela Inglaterra, marcando dois gols, contra a Escócia e Egito.

### Treinador
Cowans começou sua carreira de treinador em Burnley, antes de voltar para Villa Park pela quarta vez para se tornar treinador da equipe juvenil, em seguida, passando a se tornar treinador de primeiro time durante o reinado de Gérard Houllier. Com a saída de Houllier, a hierarquia Villa deixá-lo ser conhecido que tanto Cowans e Kevin MacDonald teria futuro no clube, não importa quem fosse o novo treinador.